# North-Carolina-Klasse
Die North-Carolina-Klasse war eine Klasse von zwei Schlachtschiffen der United States Navy. Die North Carolina und die Washington waren die ersten US-amerikanischen Schlachtschiffe, die nach dem Abschluss des Washingtoner Flottenvertrags gebaut wurden und verkörperten das erste Glied einer neuen Generation schneller Schlachtschiffe, die in der Lage waren, Flugzeugträger zu begleiten. Beide Schiffe wurden wenige Monate vor dem Eintritt der Vereinigten Staaten in den Zweiten Weltkrieg bei der Marine in Dienst gestellt und blieben bis 1947 in der Flotte. Haupteinsatzgebiet war der pazifische Kriegsschauplatz, die Washington operierte 1942 einige Monate im Nordatlantik. Das Typschiff ist seit 1962 als Museumsschiff erhalten, ihr Schwesterschiff wurde 1961 abgewrackt.

## Geschichte

### Vorgeschichte
Zum Ende des Ersten Weltkriegs war die Schlachtschiffflotte der US-Marine beträchtlich gewachsen, etliche weitere Schiffe befanden sich auf verschiedenen Werften noch im Bau. Mit dem Abschluss des Washingtoner Flottenvertrages 1922 musste der Bau weiterer Schiffe eingestellt werden, so wurden die sechs Schlachtschiffe der South-Dakota-Klasse noch auf den Hellingen abgebrochen, vier der sechs Schlachtkreuzer der Lexington-Klasse erfuhren das gleiche Schicksal, lediglich zwei der vorhandenen Rümpfe durften zu Flugzeugträgern umgebaut werden. In den folgenden Jahren wurde die Flotte nur sporadisch modernisiert, Neubauten von Schlachtschiffen wurden überhaupt nicht getätigt, auch weil das Londoner Zusatzprotokoll zum Flottenvertrag von 1930 für zu ersetzende Schiffe ein Alter von mindestens 26 Jahren vorsah. Damit würden die ältesten Schiffe der US-Marine, die Schlachtschiffe Arkansas und New York, frühestens 1938 beziehungsweise 1940 durch Neubauten ersetzt werden.
Zur Begrenzung durch die Flottenverträge, die eine maximale Verdrängung von 35.000 ts sowie ein maximales Kaliber von 35,6 cm vorsahen, kam die Auseinandersetzung mit der erstarkenden Luftwaffe um die in Zeiten der Weltwirtschaftskrise knappen Finanzen. Erst unter Präsident Roosevelt ab 1933 erhielt die Marine die finanziellen Mittel, die notwendig waren, um die dringend notwendige Modernisierung der Flotte einzuleiten.

### Planungen

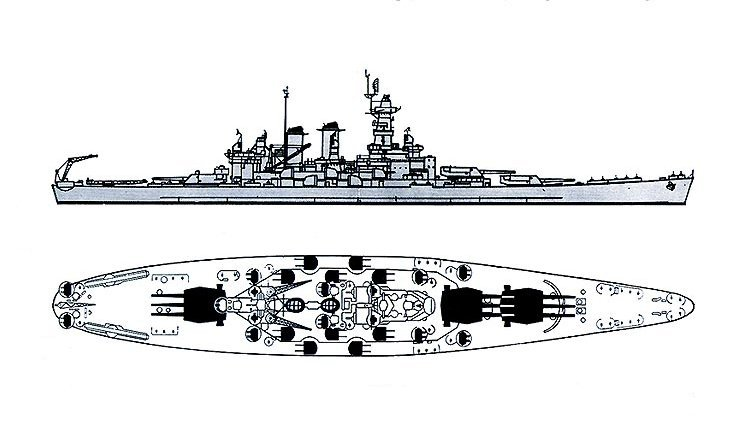
Schema

Das Bureau of Construction & Repair hatte bereits in den 1920er-Jahren verschiedene Entwürfe für neue Schlachtschiffe untersucht. Dabei wurde auch eine Anordnung der schweren Artillerie wie auf den Schiffen der Nelson-Klasse in Betracht gezogen. Ab 1935 forderte die US-Marine für die neuen Schlachtschiffe dann eine Höchstgeschwindigkeit von 30 Knoten, um sie zusammen mit Flugzeugträgerverbänden einsetzen zu können. Diese Überlegungen wurden aber kurze Zeit später wieder aufgegeben und eine Geschwindigkeit von 27 bis 28 Knoten mit zugleich besserem Panzerschutz gefordert. In der Folgezeit wurden verschiedene Entwürfe vorgelegt, auch wurden britische Vorschläge für ein Schlachtschiff mit nur 25.000 ts Verdrängung und 305-mm-Geschützen untersucht. Diese Entwürfe erwiesen sich aber für die Bedürfnisse der US-Marine als zu klein. Bis 1936 entstanden 38 verschiedene Entwürfe, die Mehrzahl davon umfasste eine maximale Ausnutzung der Verdrängungsgrenzen von 35.000 ts sowie 356-mm-Geschütze wie bei der britischen King-George-V-Klasse in drei Türmen in verschiedener Anordnung. Im November 1936 entschied sich die Marineführung für einen Entwurf mit 356-mm-Artillerie, nachdem bereits im Juni der Kongress die Mittel zum Bau der Schlachtschiffe genehmigt hatte. Nachdem Anfragen an Japan wegen der Begrenzung des Kalibers auf 356 mm unbeantwortet geblieben waren und Grund zu der Annahme bestand, dass die Japaner nicht nur 406-mm-Geschütze, sondern weitaus größere Kaliber bei ihren Neubauten verwendeten, wurde am 21. Juni 1937 beschlossen, die amerikanischen Schlachtschiffneubauten ebenfalls mit neun 406-mm-Geschützen auszustatten. Drei Tage später wurde endgültig der Bau der beiden Schlachtschiffe beschlossen.

### Bau

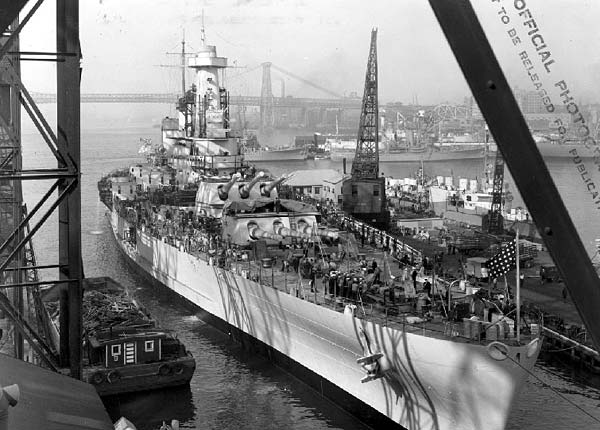
Die North Carolina an der Ausrüstungspier, April 1941

Die Bauaufträge für die beiden Schlachtschiffe der North-Carolina-Klasse ergingen am 1. August 1937 an die beiden marineeigenen Werften Brooklyn Navy Yard in Brooklyn, New York sowie Philadelphia Navy Yard in Philadelphia, Pennsylvania. Die Kiellegung der North Carolina erfolgte am 27. Oktober 1937, die Washington wurde am 14. Juni 1938 auf Kiel gelegt. Nach fast zwei Jahren Bauzeit lief die Washington am 1. Juni 1940 vom Stapel, die North Carolina folgte zwölf Tage später. Beide Schiffe wurden im Frühjahr 1941 nach 41 respektive 35 Monaten Gesamtbauzeit von der US-Marine in Dienst gestellt. Bei der Fertigung der Schiffe wurde zum ersten Mal im großen Stil das Lichtbogenschweißverfahren zur Gewichtsreduktion bei der Verbindung der Schiffssegmente eingesetzt. Die Baukosten pro Schiff betrugen über 76 Millionen US-Dollar.

### Einsatz
Beide Schiffe wurden 1942 für einsatzbereit erklärt, die Washington wurde im März 1942 zur Verstärkung der britischen Home Fleet in den Nordatlantik entsandt, wo sie bis Juni Konvois begleitete. Im Anschluss wurde sie ab September wie ihr Schwesterschiff im Pazifik eingesetzt. Beide Schiffe nahmen an fast allen Operationen während der folgenden Jahre teil, sie operierten zumeist als Begleitschiffe der Fast Carrier Task Force. In der Nacht vom 14. auf den 15. November versenkte die Washington in der Seeschlacht von Guadalcanal das japanische Schlachtschiff Kirishima. Die Feuerleitung der schweren Geschütze, die neun Volltreffer auf dem japanischen Schiff landeten, wurde vollständig durch die Radaranlagen der Washington übernommen.

### Beschädigungen

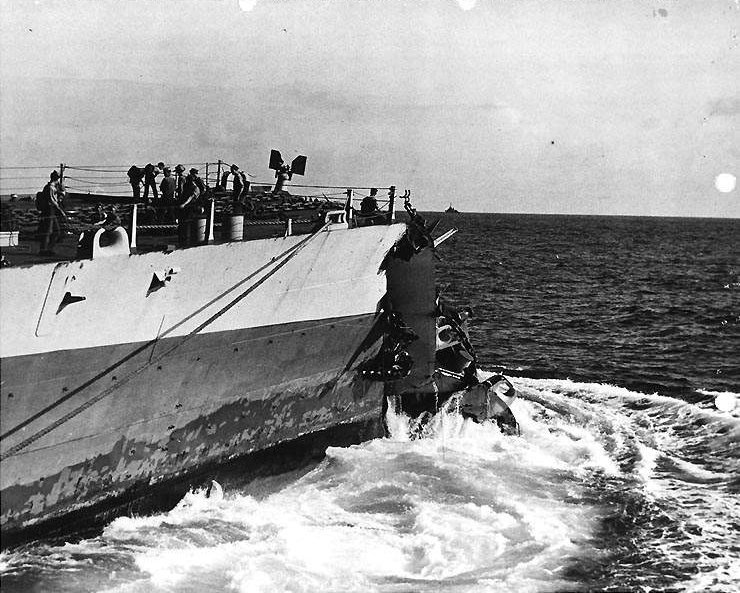
Die Washington mit eingedrücktem Bug unterwegs an die US-Westküste

Die North Carolina wurde am 15. September 1942 von einem Torpedo des japanischen U-Bootes I-19 getroffen, die Explosion riss ein etwa 30 Quadratmeter großes Loch in die Backbordseite des Schlachtschiffs. Sechs Besatzungsmitglieder des Schlachtschiffs wurden getötet. Trotz Wassereinbruchs und Schlagseite blieb die North Carolina einsatzfähig und konnte nach Notreparaturen aus eigener Kraft nach Pearl Harbor fahren, wo die Schäden während eines Werftaufenthalts vollständig repariert wurden.
Am 1. Februar 1944 kollidierte die Washington vor Kwajalein mit der Indiana. Dabei wurde das Vorschiff etwa 20 Meter weit eingedrückt und zerstört, die Reparaturen im Puget Sound Navy Yard dauerten bis in den Juni.

### Verbleib
Nach dem Kriegsende blieben beide Schiffe noch bis zum 27. Juni 1947 in der Flotte, dann wurden sie ausgemustert und der Reserveflotte überstellt. Die Washington wurde 1960 aus den Schiffsregistern gestrichen und im folgenden Jahr verschrottet. Die North Carolina wurde zwei Jahre nach ihrer Streichung aus den Listen zum Museumsschiff. Sie liegt am Ufer des Cape Fear River in Wilmington, North Carolina.

### Modifikationen
1954 wurden aufgrund einer Forderung des Ship Characteristics Board Untersuchungen angestellt, ob sich die Schiffe durch Umbauten für schnelle Flottenoperationen eignen würden. Die dazu notwendige Geschwindigkeit von 31 Knoten hätte eine Verdopplung der Antriebsleistung notwendig gemacht. Der dafür notwendige Platzbedarf hätte durch den Ausbau des achteren Geschützturmes gedeckt werden sollen. Auch die Installation von Gasturbinen als Booster wurde untersucht. Die umfangreichen Änderungen am Rumpf und der Antriebsanlage hätten pro Schiff Kosten von 40 Millionen US-Dollar verursacht. Aus diesem Grund wurden diese Pläne nicht weiter verfolgt.
Eine weitere Studie schlug anhand der Erfahrungen, die die Amerikaner mit dem erbeuteten Flottenversorger Dithmarschen, der als Conecuh bei der Navy in Dienst gestellt wurde, vor, die Schlachtschiffe zu schnellen Flottenversorgern umzubauen. Kosten von 25 Millionen US-Dollar pro Schiff und eine geringe Wirtschaftlichkeit und Effizienz im Vergleich mit der Conecuh führten zum Ende des Projekts.

## Technik

### Rumpf und Aufbauten

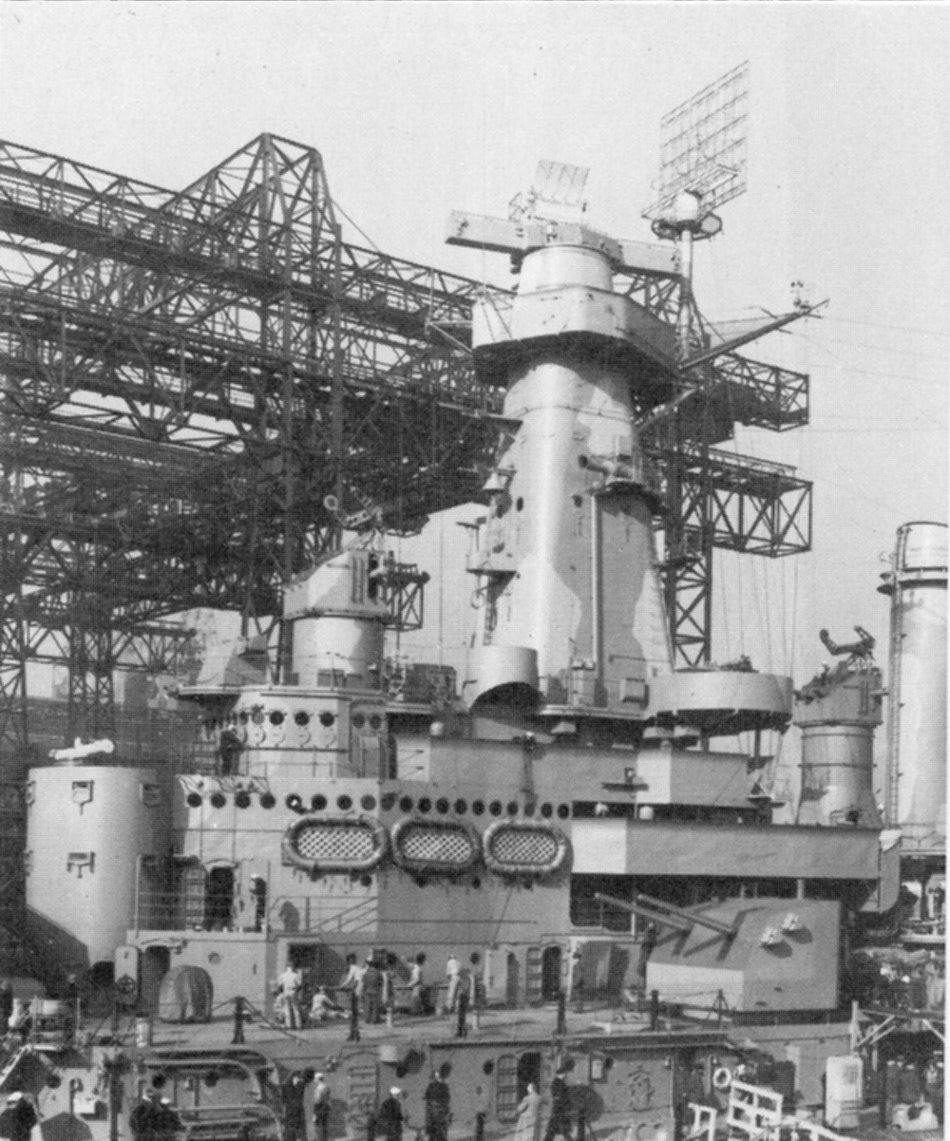
Brückenaufbauten, Turmmast und Kommandoturm der North Carolina

Die Schiffe der North-Carolina-Klasse waren die ersten Schlachtschiffe, die der neuen Schiffsarchitektur der US-Marine entsprachen. Sie besaßen ein durchgehendes Hauptdeck, das so genannte „Flushdeck“ und einen gestrakten Bugsteven. Die Schiffe waren an der Konstruktionswasserlinie 217,46 Meter lang, die Länge über Alles betrug 221,90 Meter. Die Breite in der KWL lag bei 31,80 Metern, die maximale Breite, begrenzt durch die Schleusenkammern des Panamakanals bei 33,90 Metern. Das Länge-Breite-Verhältnis des Rumpfes betrug somit 6,82. Die Konstruktionsverdrängung lag mit 36.600 Standardtonnen über der im Flottenvertrag festgelegten Grenze von 35.000 ts. Die Einsatzverdrängung inklusive Munition, Treibstoff und Wasser lag bei maximal 44.800 ts. Der Konstruktionstiefgang lag bei 9,65 Metern, der Tiefgang bei Einsatzverdrängung lag bei 10,82 Metern.
Der Rumpf war zu etwa einem Drittel elektrisch geschweißt. Der Spantenabstand betrug 1,219 Meter, der Rumpf war in 21 wasserdichte Abteilungen und sechs Decks unterteilt. Erstmals verfügte er über keinerlei Bullaugen, was die Sicherheit erhöhte, unter Deck aber eine Zwangsbelüftung erforderlich machte.
Die fünf Decks hohen Aufbauten in Dreiturmauslegung mit den beiden Einzelschornsteinen erstreckten sich über das mittlere Drittel der Schiffslänge. Den Abschluss der Brückenaufbauten bildete ein 15 Meter hoher Turmmast, der die auf den älteren Schlachtschiffen verwendeten „Papierkorbmasten“ ablöste. Er trug die Radaranlagen der Schlachtschiffe sowie an der Spitze einen Entfernungsmesser.

### Panzerung

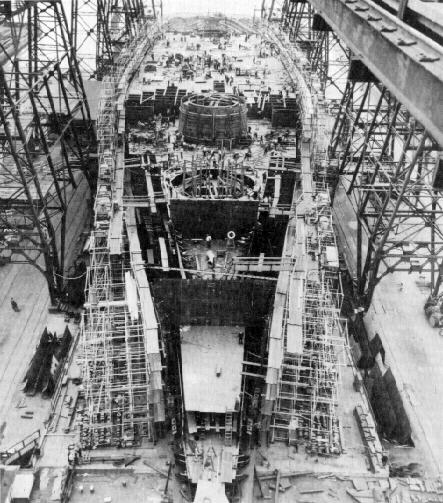
Washington im Bau, zu sehen die Längs- und Querschotte

Kernstück der Panzerung der Schlachtschiffe war der Decksaufbau, der 134 Meter lang und maximal 21 Meter breit war. Er umfasst lebenswichtige Schiffssysteme wie die Antriebsanlagen und Munitionskammern unter Deck sowie den Kommandoturm in den Aufbauten. Erstmals waren bei der North-Carolina-Klasse auch die Ruderanlage sowie der Wellentunnel gepanzert, um die Beweglichkeit und Manövrierfähigkeit auch unter Feindbeschuss zu erhalten.
Die maximale Stärke der Seitenpanzerung betrug 305 mm, sie war um 15° aus der Senkrechten geneigt, um steil einfallende Granaten abzulenken und die Panzerungsstärke zu erhöhen. Die Seitenpanzerung verjüngte sich nach unten auf 167 mm, unterhalb davon setzte ein 1,6 Meter breiter Seitenwulst an, der die Explosionsenergie auftreffender Geschosse von den Schiffssystemen fernhalten sollte. Im Bereich der Munitionskammern sicherte ein weiteres, 95 mm starkes Torpedoschott als „Zitadelle in der Zitadelle“ die Munitionsvorräte. Der Schiffsboden war durchgängig als Doppelboden, im Bereich der Zitadelle als Dreifachboden ausgelegt. 282 mm starke Panzerschotten schlossen die Zitadelle vorn und achtern ab.
Der Torpedoschutz aus den seitlichen Panzerschotten und den davorliegenden Kammern, die teilweise als Brennstoffbunker genutzt wurden, sowie der Doppel- und Dreifachboden sollten Torpedo- und Minentreffer mit bis zu 317 kg Sprengstoff abfangen, ohne Schäden an lebenswichtigen Schiffssystemen zu hinterlassen.
Das Hauptdeck war 6 mm stark, im Bereich der Zitadelle 36 mm. Das darunter liegende Hauptpanzerdeck als Splitterfänger auf 92 bis 108 mm verstärkt. Über den Maschinenräumen war ein drittes 16 mm starkes Panzerdeck eingezogen, im Bereich der Munitionsräume war dieses auf 43 mm verstärkt. Der Kommandoturm in den Aufbauten verfügte über eine maximal 373 mm starke Panzerung, die Decke war 178 mm stark. Ein mit 356 mm Stahl gepanzerter Schacht verband den Kommandoturm mit der Zitadelle unter Deck. Die Ruderanlagen achtern verfügten über eine 378 mm starke Deckspanzerung, achtern wurden sie von einem 278 mm starken Schott abgeschlossen. Die massivste Panzerung besaßen die Barbetten sowie die Frontseiten der Geschütztürme der schweren Artillerie, sie waren mit 406 mm Panzerung versehen. Die Seiten der Geschütztürme waren 249 mm, die Rückseiten 300 und die Decken 178 mm stark.
Das Gesamtgewicht der Panzerung betrug 15.341 ts, sie sollte das Schiff gegen Treffer von 356-mm-Granaten aus einer Entfernung zwischen 17 und 27 Kilometern schützen. Bei 406-mm-Granaten lag die Immunitätszone zwischen 19,2 und 25,3 Kilometern im Bereich der Munitionskammern und zwischen 21,2 und 23,8 Kilometern achtern.

### Antriebsanlage
Die North-Carolina-Klasse war die erste Schlachtschiffklasse, die eine Geschwindigkeit von deutlich über 23 Knoten erreichen konnte. Im Vergleich zu den Vorgängerklassen besaßen die Schiffe eine viermal so starke Antriebsanlage.
Die im Endentwurf vorgesehene Zahl von sechs Dampfkesseln wurde auf acht erhöht, die paarweise in vier Maschinenräumen angeordnet waren. Dabei wurden jeweils zwei Kessel und ein Turbinensatz zusammen im Maschinenraum positioniert und bildeten ein eigenes Kraftwerk, bei Bedarf konnten diese aber zusammengeschaltet werden. Die Turbinen trieben jeweils abwechselnd die Wellen auf der Steuerbord- und Backbordseite an. Zwischen dem vordersten Maschinenraum und dem Munitionsraum des zweiten Geschützturms befand sich der erste Dieselgeneratorraum, der zweite befand sich zwischen hinterem Geschützturm und der Ruderanlage. In den Dieselgeneratorräumen befanden sich Verdampferanlagen, die das Kesselspeisewasser produzierten.

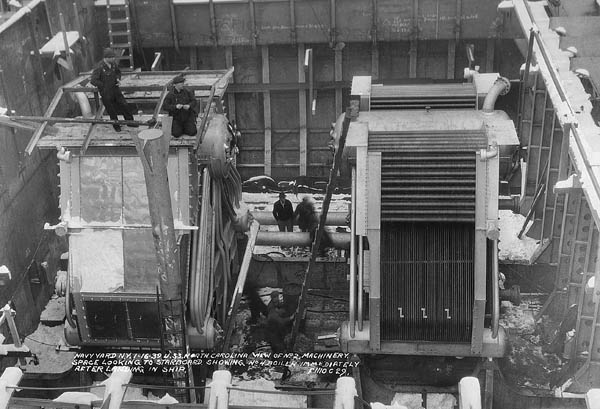
Einbau der Dampfkessel in Maschinenraum Nummer 2 der North Carolina, Januar 1939

Bei den Kesseln handelte es sich um Dreitrommel-Hochdruck-Wasserrohrkessel von Babcock & Wilcox. Die engrohrigen Kessel waren ölbefeuert und hatten einen Betriebsdruck von 40,43 bar sowie eine Betriebstemperatur von 454,4 °C. Der Dampf wurde zu vier Getriebeturbinensätzen von General Electric geleitet. Diese bestanden jeweils aus einer zwölfstufigen Hochdruckturbine, die mit maximal 5904/min lief, einer sechsstufigen Niederdruckturbine mit 4537/min, beide für die Vorwärtsfahrt, und einer dreistufigen Rückwärtsturbine mit 3299/min für Rückwärtsfahrt. Jeder Turbinensatz hatte eine Leistung von 30.250 WPS, die Gesamtleistung der Antriebsanlage betrug 121.000 WPS (90 MW). Die Höchstgeschwindigkeit betrug 27,3 Knoten und lag damit um 0,7 Knoten unter der Vorgabe. Die Schiffe hatten ein Treibstoffvorrat von 7167 Tonnen (North Carolina) beziehungsweise 6583 Tonnen (Washington). Damit war eine Reichweite von 17.450 Seemeilen bei 15 Knoten oder 5740 Seemeilen bei 25 Knoten möglich. Der durchschnittliche Brennstoffverbrauch betrug bei 15 Knoten Marschgeschwindigkeit 6,25 Tonnen pro Stunde und stieg bei Höchstgeschwindigkeit von 27,3 Knoten auf 43,3 Tonnen pro Stunde an.
Vier Turbogeneratoren mit je 1250 kW Leistung erzeugten den elektrischen Strom (450 V) für die Bordsysteme. Sie wurden durch vier Dieselgeneratoren mit je 850 kW Leistung und zwei Hilfs-Dieselgeneratoren mit je 200 kW unterstützt. Die gesamte elektrische Leitung betrug 8400 kW.
Vier Wellen trieben vier Propeller an, die äußeren Wellen waren dabei leicht aus der Schiffsachse nach außen geneigt. Die Propeller waren vierflügelige Festpropeller, die inneren hatten einen Durchmesser von 4,674 Metern, die äußeren von 5,067 Metern. Die äußeren Propeller wurden 1942 wegen starker Vibrationen durch dreiflügelige Propeller ersetzt. Die inneren Wellen liefen in sogenannten Kielhacken, die den Strömungswiderstand um 5 % verringerten und die Wellen zugleich vor Beschädigungen schützten. Zudem waren die äußeren Propeller in der Längsrichtung um neun Meter versetzt, um bei Beschädigungen nicht gleich alle Propeller zu verlieren.

### Bewaffnung

#### Schwere Artillerie

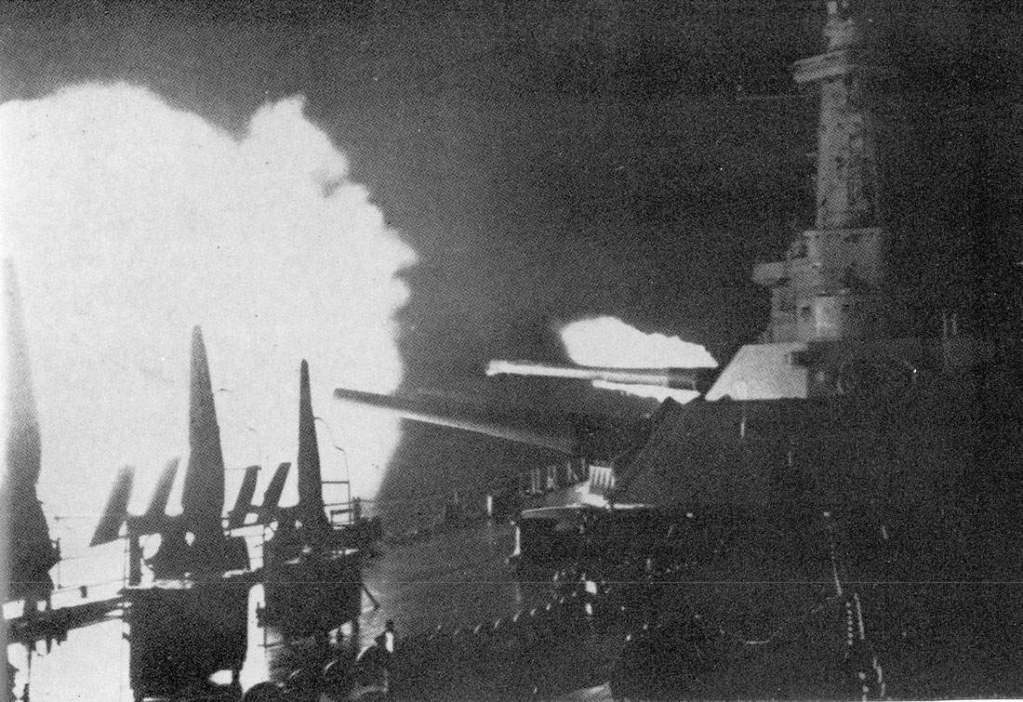
Die schwere Artillerie der Washington feuert während der Seeschlacht von Guadalcanal auf die Kirishima

Hauptbewaffnung der Schlachtschiffe der North-Carolina-Klasse waren neun Geschütze im Kaliber 16 Zoll, Kaliberlänge 45. Die Geschütze befanden sich in drei Drillingsgeschütztürmen, von denen sich zwei auf dem Vorschiff und einer achtern befanden. Die 16 Meter langen und 12 Meter breiten Geschütztürme hatten ein Gesamtgewicht von 1380 Tonnen beziehungsweise 1414 Tonnen beim überhöhten zweiten Turm. Der Seitenrichtbereich umfasste zu jeder Seite 150°, vertikal waren die Rohre um 45° nach oben schwenkbar. Turm 1 und 3 konnten die Rohre zudem noch um 2° nach unten schwenken. Die Seitenrichtgeschwindigkeit betrug 4° pro Sekunde, die Höhenrichtgeschwindigkeit 12° pro Sekunde. Die Bedienmannschaft bestand pro Turm aus zwei Offizieren und 170 Mannschaften.

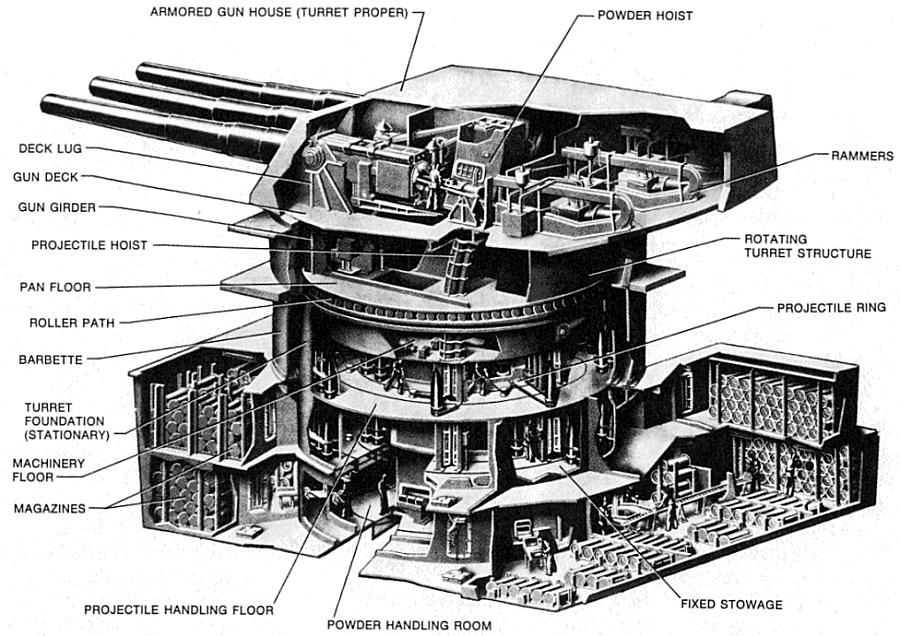
Schnittbild durch den Turm eines Schlachtschiffs der North-Carolina-Klasse

Jedes Geschützrohr war 18,694 Meter lang und wog 97,231 Tonnen. Der Lauf verfügte über 96 Züge, die Zuglänge betrug 15,668 Meter. Nach jedem Schuss liefen die Rohre durch den Rückstoß um 1,2 Meter zurück, bevor sie durch den hydraulischen Rohrrücklauf gebremst wurden. Der Lauf war verchromt, das Kammervolumen betrug 380,1 Kubikdezimeter. Die Kadenz lag bei zwei Schuss pro Minute, die geschätzte Lebensdauer eines Rohres betrug 395 Schuss.
Die Geschütze konnten panzerbrechende Mark-8-Granaten und hochexplosive Mark-13- und Mark-14-Granaten verschießen. Die 1225 kg schweren panzerbrechenden Granaten verließen das Rohr mit 700 m/s Mündungsgeschwindigkeit und hatten bei 45° Rohrüberhöhung eine Reichweite von 33.741 Metern. Sie konnten auf diese Entfernung noch über 260 mm Seiten- oder 265 mm Deckspanzerung durchschlagen, auf eine Entfernung von 4500 Metern konnten die Granaten eine Seitenpanzerung von über 670 mm durchschlagen. Die hochexplosiven, 862 kg schweren Granaten vom Typ Mark 13 und 14 erreichten eine Mündungsgeschwindigkeit von 800 m/s und bei 45° Rohrüberhöhung eine maximale Reichweite von 36.741 Metern.

#### Mittelartillerie
Die Mittelartillerie der Schlachtschiffe bestand aus 20 Geschützen, Kaliber 5 Zoll (127 mm), Kaliberlänge 38, die in zehn Mark-32-Zwillingstürmen untergebracht waren. Jeweils fünf Türme waren auf jeder Seite der Aufbauten untergebracht. Jeweils zwei Geschütztürme befanden sich auf dem Niveau des Hauptdecks, die übrigen ein Deck höher auf dem Deckhaus.
Die Geschütztürme, die ein Gewicht von 47 Tonnen hatten, wurden elektrisch betrieben und hatten eine Besatzung von 27 Mann. Die Kadenz lag normalerweise bei 15 bis 20 Schuss pro Minute, gut eingespielte Mannschaften erreichten bis zu 30 Schuss pro Minute. Beim Feuern lief das Rohr um bis zu 38 cm zurück, bevor es hydraulisch gedämpft wurde. Verschossen wurden entweder Mark-49-Splittergranaten zur Luftabwehr oder panzerbrechende Mark-46-Granaten. Bei einer Entfernung von 10 km konnten die 24,5 kg schweren panzerbrechenden Granaten, die das Geschützrohr mit 792 m/s verließen, noch bis zu 51 mm Rumpfpanzerung durchschlagen, die maximale Reichweite betrug bei 45° Rohrüberhöhung über 8 Seemeilen. Die 25 kg schweren Luftabwehrgranaten hatten bei einer Mündungsgeschwindigkeit von 762 m/s eine Gipfelhöhe von fast 12 km.

#### Flugabwehrbewaffnung

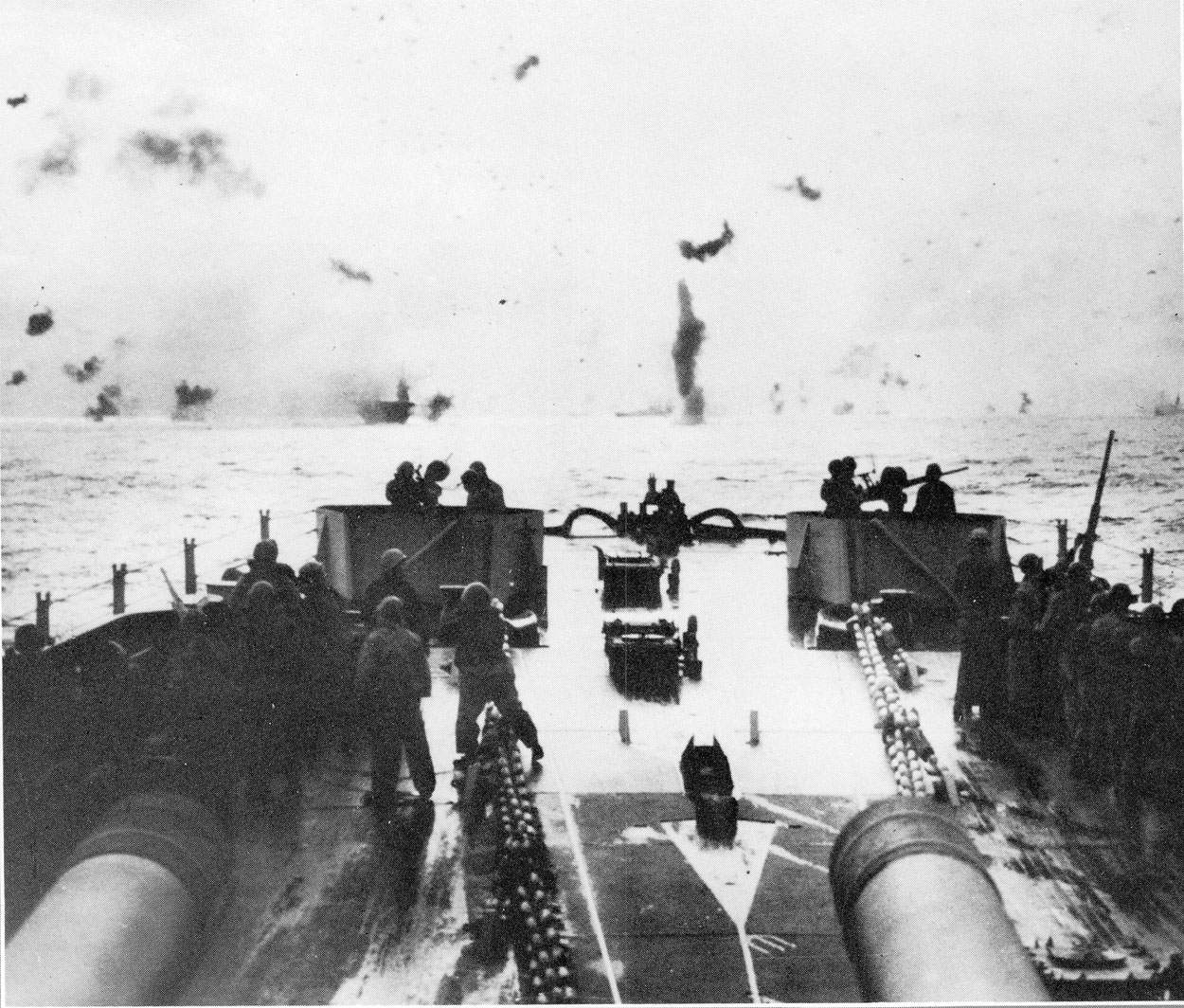
Blick auf die 20-mm-Geschütze am Bug der Washington während der Schlacht um die Gilbert-Inseln

Die ursprünglich für die Schlachtschiffe vorgesehene Flugabwehrbewaffnung bestand aus 16 28-mm-Geschützen, die in vier Vierlingslafetten beidseits der Aufbauten untergebracht waren. Die 28-mm-Geschütze erreichten eine Kadenz von rund 100 Schuss pro Minute, die maximale Reichweite betrug etwa 4 Seemeilen. Die Vierfachlafette war um 360° drehbar und um bis zu 110° nach oben und 15° nach unten schwenkbar. Ergänzt wurden diese durch bis zu 28 12,7-mm-Maschinengewehre. Da die Maschinengewehre aber schon bei Kriegsbeginn als zu leicht für die Abwehr angreifender Flugzeuge angesehen wurden, erhielten die Schiffe im Dezember 1941 die ersten 20-mm-Oerlikon-Maschinenkanonen in Einzellafetten an Bord eingeführt. Die North Carolina erhielt 40, die Washington 20 Geschütze. Im Laufe des Krieges wurde die Zahl der 20-mm-Geschütze auf bis zu 83 erhöht, sie wurden an jeder freien Stelle des Oberdecks aufgestellt. Teilweise wurden auch Doppellafetten verwendet. Die 20-mm-Kanonen verschossen zwischen 250 und 320 Schuss pro Minute, die Reichweite lag bei etwa zwei Seemeilen. Die Gipfelhöhe betrug knapp 3000 m.
Da sich die 28-mm-Geschütze auch bald als unzuverlässig erwiesen, wurden sie ab Sommer 1942 durch 40-mm-Bofors-Geschütze mit Kaliberlänge 70 ersetzt. Gegen Ende des Krieges befanden sich an Bord beider Schiffe jeweils 60 40-mm-Geschütze in 15 Vierlingslafetten, die den Schiffen eine gute Luftabwehrkapazität gaben. Die 900 Gramm schweren Granaten der 40-mm-Geschütze hatten eine Gipfelhöhe von 6797 Metern, die maximale Reichweite bei 45° Rohrüberhöhung betrug 10.180 Meter. Die Kadenz betrug etwa 120 Schuss pro Minute, abhängig vom Tempo der Bedienmannschaft, die Mündungsgeschwindigkeit lag bei 881 Metern pro Sekunde.

### Elektronik und Sensoren

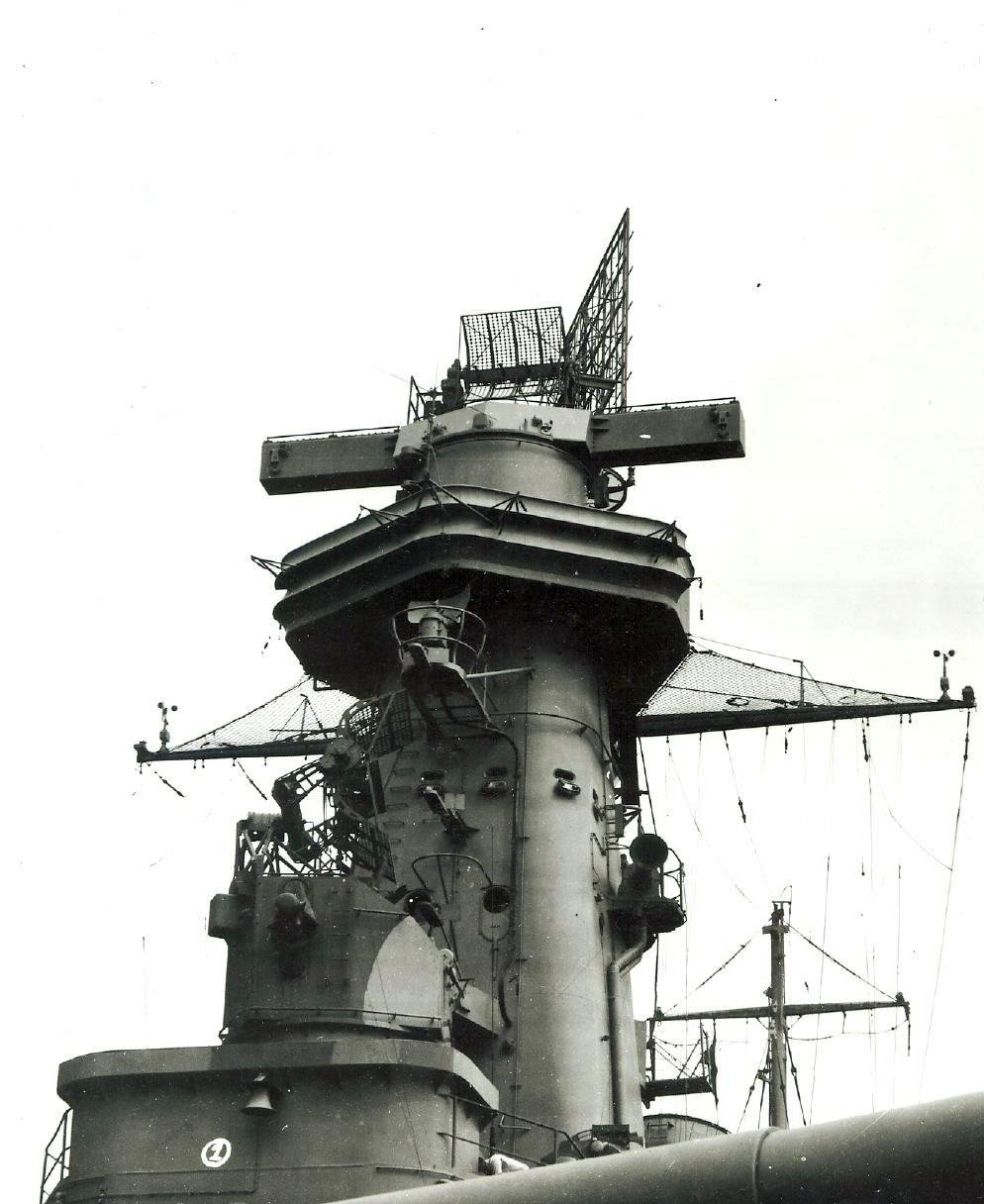
Turmmast der Washington. Im Vordergrund eine Mark-37-Feuerleitanlage, darüber unter der Vormarsplattform, das SG-Radar. Auf der Turmspitze die Mark-38-Feuerleitanlage, dahinter die Antenne des CXAM-1-Radars.

North Carolina und Washington waren die ersten Schlachtschiffe, die schon bei ihrer Indienststellung mit Radaranlagen ausgerüstet waren. Auf dem Turmmast wurde zunächst das CXAM-1-Radar montiert, das eine Erfassungsreichweite von 70 Seemeilen besaß. Ergänzt wurde dieses durch das SG-Überwassersuchradar, dessen Parabolantenne sich unter der obersten Mastplattform des Turmmasts befand. Das SG-Radar hatte eine Erfassungsreichweite von bis zu 40 Kilometern für Oberflächenziele und 27 Kilometern für Luftziele. Ab 1943 wurde das CXAM-1-Radar durch den verbesserten Nachfolger vom Typ SK abgelöst. Die Radaranlage konnte einen anfliegenden Bomber in 3.000 Metern Höhe auf 185 Kilometer orten. 1944 wurde der Nachfolger SK-2 eingeführt, der über eine 5,2 Meter messende runde Antenne verfügte, die das seitliche Erfassungsfeld verbesserte. 1945 wurde zudem als Reservesystem das SP-Radar eingeführt, das eine Ortungsreichweite gegen Luftziele bis zu 130 Kilometer und gegen Oberflächenziele 64 Kilometer aufwies. Die Radaranlage konnte auch als Jägerleitradar verwendet werden.
Zur Feuerleitung und Entfernungsmessung verfügten die drei 406-mm-Geschütztürme über eigene 13,5-m-Entfernungsmesser. Diese wurden durch zwei Mark-38-Feuerleitanlagen auf dem Turmmast und den achteren Aufbauten ergänzt, die über einen 8-m-Entfernungsmesser und eine Mark-13-Radarantenne verfügten. Die Feuerleitung der Mittelartillerie sicherten vier Mark-37-Feuerleitanlagen. Zwei befanden sich vor und achtern der Aufbauten, zwei an den Seiten. Die Anlagen besaßen einen 4,57-m-Entfernungsmesser sowie eine Mark-12-Radaranlage und konnten Flugzeuge im Horizontalflug bis zu einer Geschwindigkeit von 400 Knoten und im Sturzflug bis zu einer Geschwindigkeit von 250 Knoten zu verfolgen. Jede der 15 40-mm-Vierlingsflak verfügte zudem über ein eigenes Mark-57-Feuerleitgerät mit Mark-34-Radar.

### Bordflugzeuge
Die Schlachtschiffe besaßen auf dem Achterdeck zwei schwenkbare Flugzeugkatapulte, jeweils 20,67 Meter lang. Die um 360° schwenkbaren Katapulte wurden mit Pulverladungen angetrieben. Gewasserte Bordflugzeuge wurden mittels eines Krans am Heck wieder an Bord genommen. An Bord wurden drei Flugzeuge vom Typ Vought OS2U Kingfisher mitgeführt. Zwei Flugzeuge wurden auf den Katapulten untergebracht, das dritte wurde auf dem Achterdeck vor dem Geschützturm geparkt. Pläne – wie auf den Kreuzern der Brooklyn-Klasse – einen Unterdeckhangar zu verwenden, scheiterten an der Enge im Achterschiff und der mangelnden Deckshöhe.